# Evangelische Pfarrkirche Ewersbach

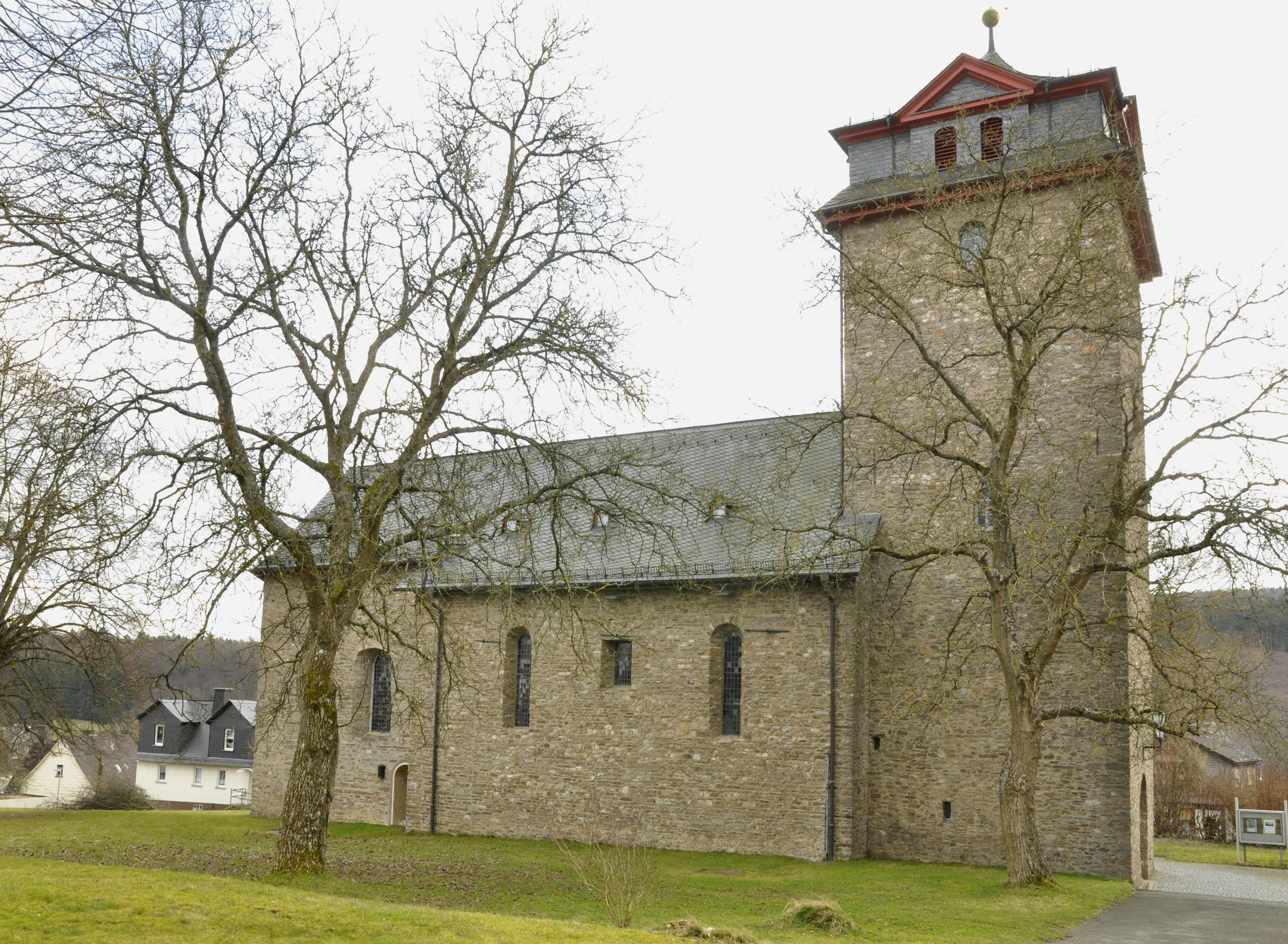
Evangelische Pfarrkirche von Norden aus gesehen

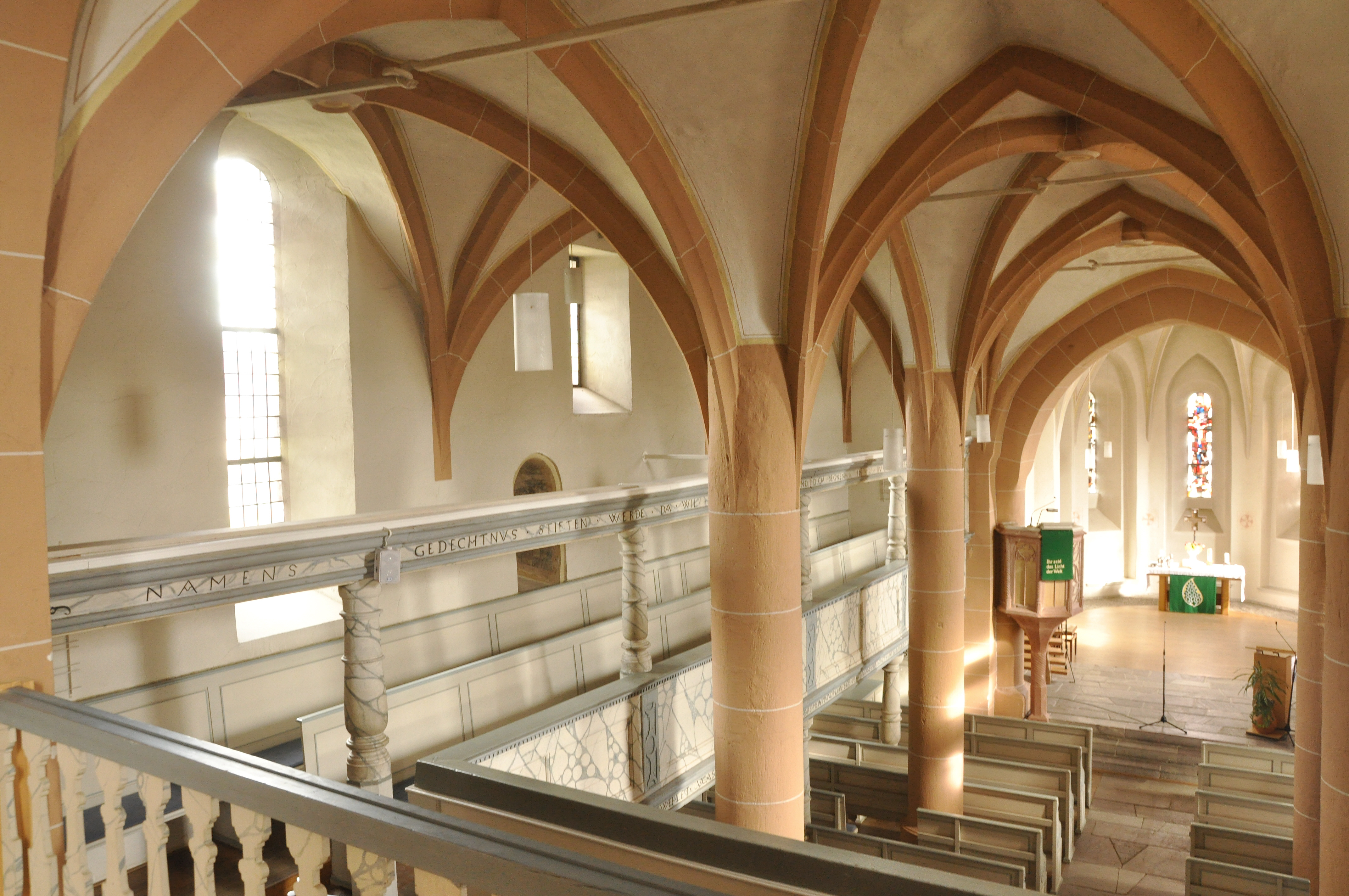
Innenansicht der Kirche

Die evangelische Pfarrkirche Ewersbach oder auch Margaretenkirche ist ein denkmalgeschütztes Kirchengebäude in Ewersbach, einem Ortsteil der Gemeinde Dietzhölztal im Lahn-Dill-Kreis (Hessen). Unter der Nummer 132502 ist sie in der Liste der Kulturdenkmäler in Dietzhölztal verzeichnet.
Die Kirche gehört zur Evangelischen Kirchengemeinde Ewersbach im Dekanat an der Dill in der Propstei Nord-Nassau der Evangelischen Kirche in Hessen und Nassau.

## Baugeschichte und Gebäude
Das Kirchengebäude wurde im 13. Jahrhundert als spätromanischer Bau errichtet, davon sind ein quadratischer Turm, die Außenmauern des Langhauses sowie Teile des Daches und der Fenster erhalten geblieben. Im 15. Jahrhundert wurden dem Schiff zwei Säulenpaare eingestellt und der Chor verlängert. Diese Umgestaltung entwickelte den Bau zu einer spätgotischen Hallenkirche. 1618 wurde eine Empore hinzugefügt, welche das Schiff dreiseitig umläuft. Diese Empore kann mit einer Holztreppe in der Südwestecke des Schiffs erreicht werden. Die heutige Bedachung des quadratischen Turmes erhielt der Bau im Jahr 1824.
Das Gebäude verfügt über zahlreiche „Sichtbeziehungen“ mit seinem Umfeld, vor allem nach Südwesten. Deswegen gilt für die Ortslage ein Umgebungsschutz.